# E. Townsend Mix
Edward Townsend Mix (13 de mayo de 1831-2 de septiembre de 1890) fue un arquitecto estadounidense de la Edad Dorada que diseñó muchos edificios en el Medio Oeste de los Estados Unidos. Su carrera se centró en Milwaukee, y muchos de sus diseños hicieron uso del distintivo ladrillo Cream City de la región.

## Biografía

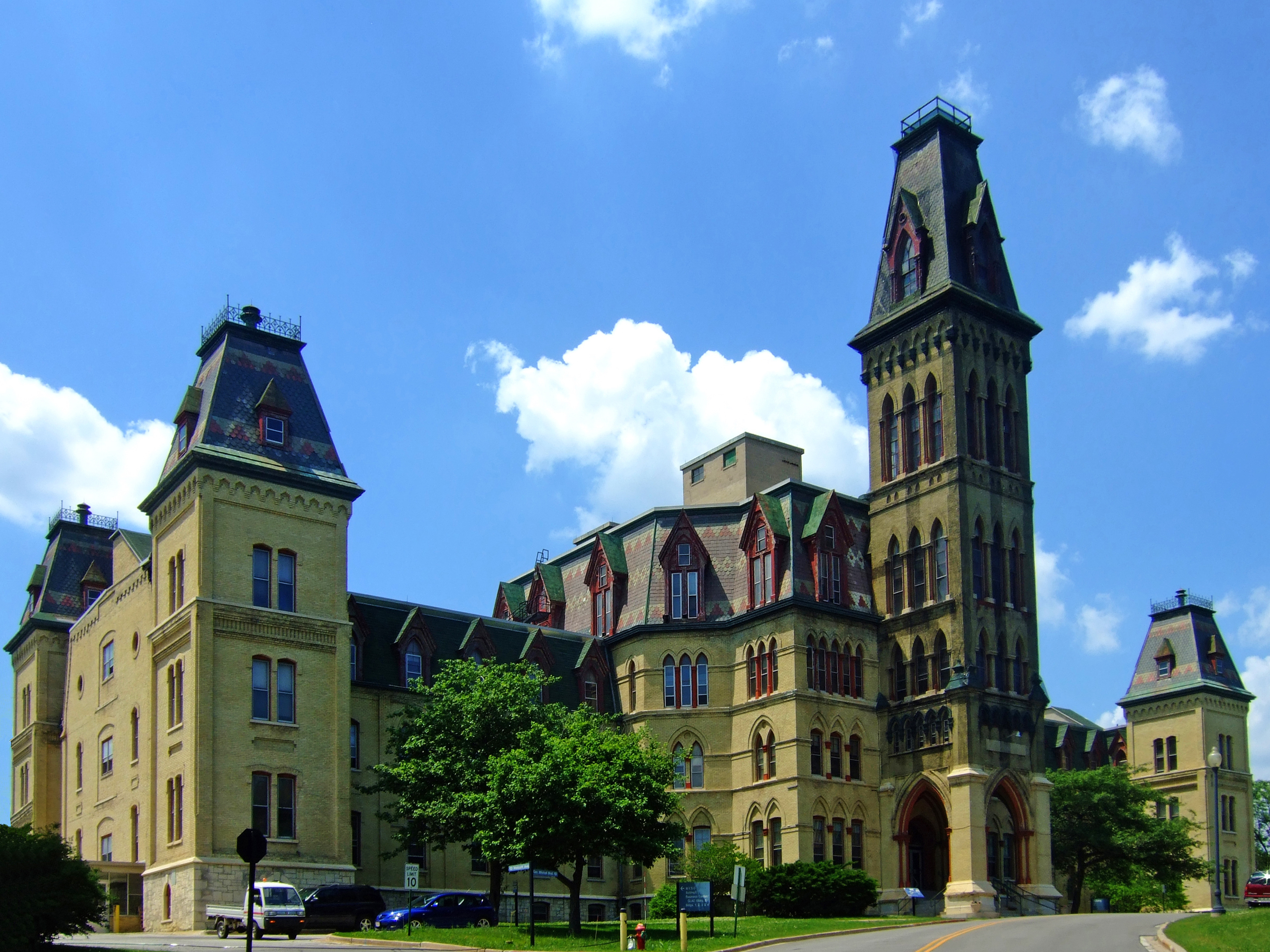
El Hogar Nacional de Soldados en Milwaukee fue diseñado por Mix en estilo gótico victoriano durante la década de 1860.

Mix nació en New Haven, el 13 de mayo de 1831, el primer hijo de Edward A. y Emily M. Mix. La familia se mudó al oeste a Andover, en 1836. Se mudaron nuevamente a la ciudad de Nueva York en 1845, donde E. Townsend Mix comenzó a estudiar arquitectura. Eventualmente sería aprendiz del arquitecto de Connecticut Sidney Mason Stone. Mix también estudió con Richard Upjohn, quien llevó a Mix hacia la arquitectura neogótica que se convertiría en uno de sus estilos más perdurables.
En 1855, E. Townsend Mix se mudó a Chicago, y comenzó una breve asociación con el arquitecto William W. Boyington. El trabajo de la firma llevó a Mix a Milwaukee, donde decidió comenzar una práctica independiente en 1856. Mix disolvió su sociedad con Boyington y comenzó a diseñar casas y negocios para los principales residentes de Milwaukee.
Mix fue nombrado arquitecto estatal de Wisconsin de 1864 a 1867. El final de la Guerra Civil trajo consigo un contrato importante cuando fue elegido para diseñar la sucursal de Milwaukee del Hogar Nacional de Soldados para veteranos de guerra discapacitados. La estructura resultante, terminada en 1869, es un colorido edificio neogótico que aún se eleva sobre el parque y el cementerio circundantes. Mix también diseñó en esta época la Iglesia Catedral de Todos los Santos de estilo neogótico y la Iglesia Metodista Monroe.
La carrera de Mix se aceleró aún más cuando el nuevo estado de Kansas seleccionó su diseño neorrenacentista francés para el Capitolio de Kansas en Topeka. La construcción comenzó en 1866 y varios otros arquitectos, incluido John G. Haskell, modificaron el diseño de Mix. El edificio se completó 37 años después.
A principios de la década de 1870, Mix diseñó una serie de casas de estilo italiano para ricos del medio oeste, incluida Villa Louis en Prairie du Chien para H. Louis Dousman en 1870, y en 1874 tanto Robert Patrick Fitzgerald House en Milwaukee como Montauk en Clermont. hogar del gobernador de Iowa William Larrabee.

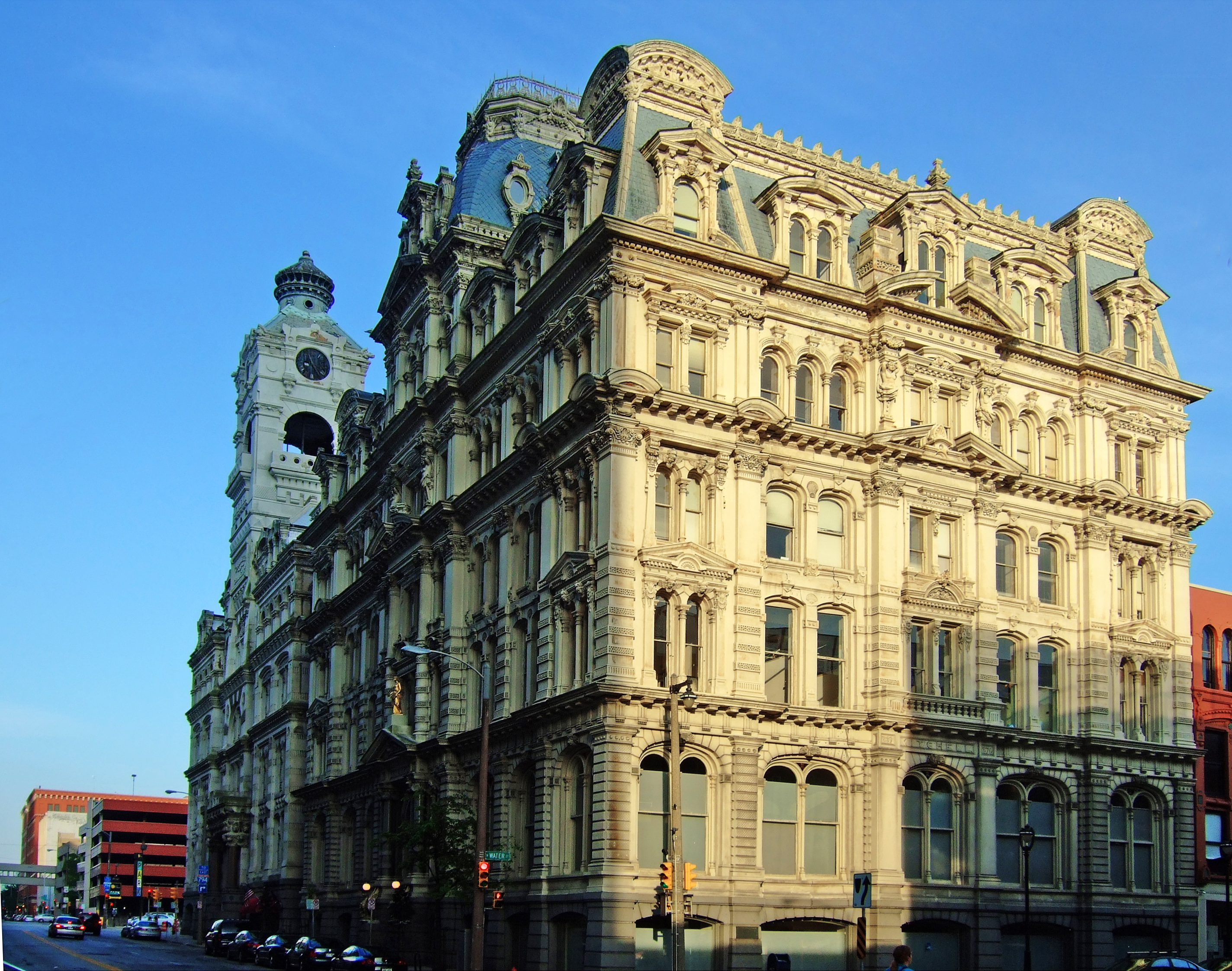
El edificio Mitchell y el edificio Mackie inmediatamente adyacente ejemplifican el trabajo de Mix en el estilo ornamentado del Segundo Imperio durante la década de 1870.

En la segunda mitad de la década de 1870, Mix adoptó el estilo monumental del Segundo Imperio. En 1873 remodeló con este estilo la casa del empresario Alexander Mitchell, dándole una torre de cuatro pisos y techos abuhardillados. Más tarde, Mitchell contrataría a Mix para que les aplicara el mismo tratamiento a dos edificios comerciales en Downtown Milwaukee: el Mitchell Building en 1876 y el Mackie Building en 1879.
En la década de 1880, Mix adoptó varios estilos adicionales para sus edificios. Usó el neorrománico para la Iglesia Episcopal de St. Paul, construida en Milwaukee en 1874, y empleó elementos de los estilos Reina Ana y Eastlake para la Casa AH Allyn en Delavan, en 1885. En ocasiones se mezclan estos estilos con el neogótico, como en el Everett Street Depot construido en 1886 para la Milwaukee Road. Sin embargo, en ese momento, los estilos preferidos por Mix estaban pasando de moda en Milwaukee, ya que su población cada vez más alemana exigía edificios que recordaran más a su tierra natal.
Más adelante en su carrera, Mix también diseñó una serie de proyectos en Mineápolis y Saint Paul, Minnesota (eventualmente se mudaría a Mineápolis en 1888). En 1883 diseñó una gran mansión para William D. Washburn llamada Fair Oaks. Diseñó un par de edificios para el periódico Saint Paul Globe, uno en Saint Paul (1887) y otro en Mineápolis (1889). En 1888 se embarcó en su mayor proyecto, el Northwestern Guaranty Loan Building, un rascacielos de doce pisos de estilo románico richardsoniano construido con piedra arenisca roja del lago Superior. Se terminó en 1890, el año de la muerte de E. Townsend Mix en Mineápolis.

## Legado
E. Townsend Mix fue un arquitecto versátil que practicó una variedad ecléctica de estilos y, aunque a veces mezcló estilos de formas novedosas, hizo poco por traspasar los límites de un estilo en particular. Sin embargo, en su esfuerzo por mantenerse al tanto de las cambiantes modas arquitectónicas, Mix introdujo en el Alto Medio Oeste muchos estilos populares de las ciudades del este, y sus edificios ayudaron a dar forma al paisaje urbano de Milwaukee y Mineápolis. Aunque los proyectos de renovación urbana llevaron a la demolición de algunos edificios Mix notables, incluido el Edificio de Préstamo de Garantía del Noroeste y el Depósito de la Calle Everett, muchos de sus diseños siguen en pie, y varios están incluidos en el Registro Nacional de Lugares Históricos (NRHP).

## Obras
| Nombre | Ciudad           | Año       | Notas                                                                                        |
| --- | ---------------- | --------- | -------------------------------------------------------------------------------------------- |
| Primera Iglesia Congregacional                                                                               | Ripon            | 1865–1868 | 220 Ransom St. Parte del Distrito Histórico de la Universidad de Ripon Incluido en el NRHP   |
| Iglesia episcopal de St. Luke, capilla, ayuntamiento y rectoría                                              | Racine           | 1866      | 614 S. Main St. Distrito Histórico Comercial de la Calle Sexta Incluido en el NRHP           |
| Distrito Histórico de la Rama Noroeste, Hogar Nacional para Soldados Voluntarios Discapacitados              | Milwaukee        | 1867      | 5000 W. National Ave. Incluido en el NRHP                                                    |
| Iglesia Congregacional de los Olivos (Ahora parte del Complejo de la Catedral Episcopal de Todos los Santos) | Milwaukee        | 1868      | 804–828 E. Juneau Ave. Incluido en el NRHP                                                   |
| Primera Iglesia Metodista                                                                                    | Monroe           | 1869–1887 | 11th St. and 14th Ave. Incluido en el NRHP                                                   |
| Villa Louis                                                                                                  | Prairie du Chien | 1871      | Villa Rd. and Bolvin St. Incluido en el NRHP                                                 |
| Primera Iglesia Bautista                                                                                     | Waukesha         | 1872      | 247 Wisconsin Ave. Incluido en el NRHP                                                       |
| Wisconsin Leather Company Building                                                                           | Milwaukee        | 1874      | 320 E. Clybourn St. Parte del Distrito Histórico Comercial del East Side Incluido en el NRHP |
| Iglesia Presbiteriana Emanuel                                                                                | Milwaukee        | 1875      | 1100 N. Astor St. Incluido en el NRHP                                                        |
| Bloque J. L. Burnham                                                                                         | Milwaukee        | 1875      | 907—911 W. National Ave. Incluido en el NRHP                                                 |
| Casa de Thomas Cook                                                                                          | Milwaukee        | 1875      | 853 N. Seventeenth St. Incluido en el NRHP                                                   |
| Mitchell Building                                                                                            | Milwaukee        | 1876      | 207 E. Michigan St. Parte del Distrito Histórico Comercial del East Side Incluido en el NRHP |
| Casa de Walter S. Chandler                                                                                   | Waukesha         | 1876-1877 | 151 W. College Ave. Incluido en el NRHP                                                      |
| Iglesia Evangélica Luterana de Zion (y casa parroquial)                                                      | Columbus         | 1878      | 236 and 254 W. Mill St. Incluido en el NRHP                                                  |
| Mackie Building                                                                                              | Milwaukee        | 1879      | 225 E. Michigan St. Parte del Distrito Histórico Comercial del East Side Incluido en el NRHP |
| Kansas State Capitol                                                                                         | Topeka           | 1879-1889 | Bound by 8th and 10th Aves. and Jackson and Harrison Sts. Incluido en el NRHP                |
| Chauncey Hall Building                                                                                       | Racine           | 1883      | 338–340 Main St. Distrito Histórico de Negocios de la Calle Sexta Incluido en el NRHP        |
| Casa de A. H. Allyn                                                                                          | Delavan          | 1885      | 511 E. Walworth Ave. Incluido en el NRHP                                                     |
| Escuela Normal Secundaria y Técnicade de Milwaukee para Mujeres                                              | Milwaukee        | 1885      | 1820 W. Wells St. Incluido en el NRHP                                                        |
| Casa de Elizabeth Plankinton                                                                                 | Delavan          | 1886–88   | Demolished                                                                                   |
| Iglesia Congregacional Grand Avenue                                                                          | Milwaukee        | 1887–1888 | 2133 W. Wisconsin Ave. Incluido en el NRHP                                                   |
| Northwestern Guaranty Loan Building Later known as the Metropolitan Building                                 | Mineápolis       | 1890      | Demolished 1961. 2133 W. Wisconsin Ave. Incluido en el NRHP                                  |
| Iglesia Episcopal de San Pablo                                                                               | Milwaukee        | 1890      | 904 E. Knapp St. Incluido en el NRHP Incluido en el NRHP                                     |
| Wisconsin Consistory Building                                                                                | Milwaukee        | 1893      | 790 N. Van Buren St. Incluido en el NRHP                                                     |
| Estación de la Calle Oneida                                                                                  | Milwaukee        | 1898-1900 | 108 E. Wells and 816 N. Edison Sts. Incluido en el NRHP                                      |
| Phoenix Hall, Instituto de Wisconsin para la Educación de Sordos y Mudos                                     | Delavan          |           | 309 W. Walworth St. Incluido en el NRHP                                                      |